# Igarapé do Meio
Igarapé do Meio är en kommun i Brasilien.   Den ligger i delstaten Maranhão, i den nordöstra delen av landet, 1 400 km norr om huvudstaden Brasília. Antalet invånare är 12 543.
Omgivningarna runt Igarapé do Meio är huvudsakligen savann. Runt Igarapé do Meio är det ganska glesbefolkat, med 40 invånare per kvadratkilometer.